# L'attesa
L'attesa (Engels: The Wait) is een Italiaans-Franse film uit 2015 onder regie van Piero Messina, losjes gebaseerd op de roman La vita che ti diedì uit 1923 van Luigi Pirandello. De film ging in première op 5 september op het 72ste Filmfestival van Venetië.

## Verhaal
Anna (Juliette Binoche) leeft teruggetrokken in een oude villa in Sicilië, waar enkel de voetstappen van klusjesman Pietro weerklinken. Onverwachts arriveert Jeanne, die zich voorsteld als de vriendin van Anna's zoon Giuseppe. Giuseppe had haar uitgenodigd om een paar dagen vakantie door te brengen. Anna wist niets af van het bestaan van Jeanne en de twee vrouwen brengen samen de paasvakantie door in afwachting van de terugkeer van haar zoon die niet aanwezig is. Anna kan het namelijk niet over haar hart krijgen om de jonge vrouw te vertellen dat Giuseppe is overleden.

## Rolverdeling
| Acteur            | Personage |
| ----------------- | --------- |
| Juliette Binoche  | Anna      |
| Lou de Laâge      | Jeanne    |
| Giorgio Colangeli | Pietro    |
| Domenico Diele    | Giorgio   |
| Antonio Folletto  | Paolo     |
| Giovanni Anzaldo  | Giuseppe  |